# The Royal Guardsmen
The Royal Guardsmen, musikgrupp bildad 1965 i Ocala, Florida, USA. Medlemmar var Chris Nunley (sång), Barry Winslow (sång, gitarr), Tom Richards (gitarr), Billy Taylor (orgel), Bill Balough (basgitarr) och John Burdette (trummor). Gruppen är känd för en serie singlar som handlar om Snobben. Den första "Snoopy versus the Red Baron" var den framgångsrikaste. Uppföljaren "The Return of the Red Baron" var också framgångsrik. I Sverige hade de en hit med "Airplane Song" hösten 1967. "Snoopy's Christmas" var en framgång julen 1967, men efter den lyckades de aldrig få fler hits.

## Diskografi
Studioalbum
- Snoopy Vs. The Red Baron (1966)
- Return of the Red Baron (1967)
- Snoopy & His Friends (1967)
- Snoopy for President (1968)

EP
- Snoopy vs. the Red Baron (1966)
- La vuelta del Barón Rojo (1967)
- Snoopy's Big 4 (1968)

Singlar
- "Squeaky vs. the Black Knight" / "I Needed You" (1966)
- "Baby Let's Wait" / "Leaving Me" (1966)
- "Snoopy vs. the Red Baron" / "I Needed You" (1966)
- "The Return of the Red Baron" / "Sweetmeats Slide" (1967)
- "Airplane Song (My Airplane)" / "OM" (1967)
- "Wednesday" / "So Right (To Be in Love)" (1967)
- "Snoopy's Christmas" / "It Kinda Looks Like Christmas" (1967)
- "I Say Love" / "I'm Not Gonna Stay" (1968)
- "Snoopy for President" / "Down Behind the Lines" (1968)
- "Baby Let's Wait" / "So Right (To Be in Love)" (1968)
- "Mother Where's Your Daughter" / "Magic Window" (1969)
- "Snoopy vs. the Red Baron" / "Return of the Red Baron" (1972)
- "A Little Bit of Soap" / "Baby Let's Wait" (1978 • The Jarmels / The Royal Guardsmen)